# Données techniques de la tour Eiffel
 (février 2024).
Les tableaux ci-dessous indiquent les principales spécificités techniques de la tour Eiffel, le premier inventoriant les dimensions de l'édifice, le deuxième étant d'ordre plus général.